# 연결 풀
연결 풀 또는 커넥션 풀(connection pool)은 소프트웨어 공학에서 데이터베이스로의 추가 요청이 필요할 때 연결을 재사용할 수 있도록 관리되는 데이터베이스 연결의 캐시이다. 연결 풀을 사용하면 데이터베이스의 명령 실행의 성능을 강화할 수 있다. 각 사용자마다 데이터베이스 연결을 열고 유지보수하는 것은 비용이 많이 들고 자원을 낭비한다. 연결 풀의 경우 연결이 수립된 이후에 풀에 위치해 있으므로 다시 사용하면 새로운 연결을 수립할 필요가 없어진다. 모든 연결이 사용 중이면 새로운 연결을 만들고 풀에 추가된다. 연결 풀은 사용자가 데이터베이스에 연결을 수립하는데까지 대기해야하는 시간을 줄이기도 한다.

## 데이터베이스 지원
연결 풀을 지원하는 데이터베이스로는 IBM DB2, 마이크로소프트 SQL 서버, 오라클, MySQL,, PostgreSQL 등이 있다.